# Йокояма Такасі (плавець)
Йокояма Такасі (24 грудня 1913 — 1 січня 1945) — японський плавець.
Олімпійський чемпіон 1932 року.